# Joan Röell

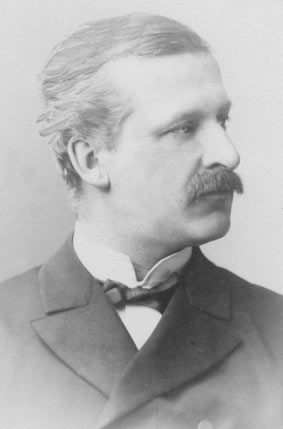
Joan Röell

Joan Röell (* 21. Juli 1844 in Haarlem; † 13. Juli 1914 in Den Haag) war ein niederländischer Staatsmann. Von 1894 bis 1897 war er Ministerpräsident seines Landes.

## Leben
Joan Röell entstammte einer niederländischen Adelsfamilie. Er studierte von 1861 bis 1866 Rechtswissenschaften in Utrecht und arbeitete kurzzeitig als Anwalt.
1877 wurde er in Utrecht in die Zweite Kammer der Generalstaaten gewählt, wo er sich den gemäßigten Liberalen anschloss. Im Mai 1883 wurde er Mitglied der Kommission für die Vorbereitung einer Verfassungsrevision. Nachdem er bei den Wahlen im Juni 1886 durchgefallen und im April 1887 Mitglied der Ersten Kammer für Zeeland geworden war, trat er im März 1888 wieder für Utrecht in die Zweite Kammer ein und wurde im gleichen Jahr Mitglied des Vormundschaftsrates der jungen Königin Wilhelmina.
Im April 1894 wurde er mit der Bildung eines liberalen Kabinetts beauftragt, in dem er als Ministerpräsident den Vorsitz und gleichzeitig die Leitung des Außenministeriums übernahm. Sein Innenminister war Samuel van Houten. Zwei der Reformvorhaben seines Kabinetts waren ein neues Wahlrecht, das das Zensuswahlrecht zwar nicht abschaffte, jedoch die Zahl der Wahlberechtigten verdoppelte, und das maßgeblich von Samuel van Houten vorangetriebene Gesetz zur Bildung örtlicher Arbeiterkammern (Kamers van Arbeid) als Vorformen gewerkschaftlicher Organisation. Im Parlament erreichte er 1894 die Ratifizierung des 1892 mit Belgien geschlossenen Vertrages zum Grenzverlauf zwischen der niederländischen Gemeinde Baarle-Nassau und der belgischen Gemeinde Baarle-Hertog.  
Im Juli 1897 trat er mit seiner Regierungsmannschaft zurück. Er blieb seitdem Mitglied der Zweiten Kammer und wurde 1905 ihr Vorsitzender. 1914 starb er im Alter von 70 Jahren in Den Haag.